# Hieracium maculiferum
Hieracium maculiferum es una especie de planta con flor del género Hieracium, de la familia Asteraceae, orden Asterales.

## Distribución
Hieracium maculiferum se distribuye por Noruega y Suecia.

## Taxonomía
Fue descrita científicamente por Norrl. ex Johanss.